# Sophrosyne
Pour les articles homonymes, voir Sophrosyne (homonymie).
Famille
Genre
Synonymes
- Paropisa Stebbing, 1899

Sophrosyne est un genre d'amphipodes, le seul de la famille des Sophrosynidae.
Les espèces de ce genre se rencontrent à grandes profondeurs.

## Liste des espèces
Selon Jim Lowry & Hellen Stoddart :
- Sophrosyne abyssi Lowry & Stoddart, 2010
- Sophrosyne antarctica Ren in Ren & Huang, 1991
- Sophrosyne californica Lowry & Stoddart, 2010
- Sophrosyne cantractia Lowry & Stoddart, 2010
- Sophrosyne hispana (Chevreux, 1887)
- Sophrosyne integricauda Lowry & Stoddart, 2010
- Sophrosyne inverarae Lowry & Stoddart, 2010
- Sophrosyne ledoyeri Lowry & Stoddart, 2010
- Sophrosyne moorei Lowry & Stoddart, 2010
- Sophrosyne murrayi Stebbing, 1888
- Sophrosyne peartae Lowry & Stoddart, 2010
- Sophrosyne robertsoni Stebbing & Robertson, 1891
- Sophrosyne rodondo Lowry & Stoddart, 2010
- Sophrosyne ruffoi Lowry & Stoddart, 2010